# 589
589 (DLXXXIX) je bilo navadno leto, ki se je po julijanskem koledarju začelo na soboto.

## Dogodki
- Vizigoti sprejmejo rimsko krščanstvo.
- Začne se Kitajska dinastija Sui

## Smrti
Neznan datum
- Baga kagan, sedmi vladar Prvega turškega kaganata (* ni znano)